# Ross (Nouvelle-Zélande)
Pour les articles homonymes, voir Ross.
Ross est une localité de l'île du Sud de Nouvelle-Zélande dans le district de Westland. Elle se trouve à 27 km au sud-ouest d'Hokitika et 46 km au nord-est d' Hari Hari. Elle comprenait 297 habitants au recensement de 2013.
Elle a été fondée à l'époque de la ruée vers l'or des années 1860 et a compté 2 500 habitants à son apogée à la fin des années 1870 et n'a cessé de décliner depuis.